# 乌尔巴尔
乌尔巴尔是德国莱茵兰-普法尔茨州迈恩-科布伦茨县的一个市镇。总面积3.46平方公里，总人口3184人，其中男性1566人，女性1618人（2011年12月31日），人口密度920人/平方公里。